# Poncé-sur-le-Loir
Poncé-sur-le-Loir is een plaats en voormalige gemeente in het Franse departement Sarthe in de regio Pays de la Loire en telt 428 inwoners (1999). De plaats maakt deel uit van het arrondissement La Flèche. Poncé-sur-le-Loir is op 1 januari 2017 gefuseerd met de gemeenten Lavenay, La Chapelle-Gaugain en Ruillé-sur-Loir tot de commune nouvelle Loir en Vallée. 

## Geografie
De oppervlakte van Poncé-sur-le-Loir bedraagt 6,9 km², de bevolkingsdichtheid is 62,0 inwoners per km².
De onderstaande kaart toont de ligging van Poncé-sur-le-Loir met de belangrijkste infrastructuur en aangrenzende gemeenten.

## Demografie
Onderstaande figuur toont het verloop van het inwonertal (bron: INSEE-tellingen).
La Chapelle-Gaugain · Lavenay · Poncé-sur-le-Loir · Ruillé-sur-Loir